# Pourouma minor
Pourouma minor là loài thực vật có hoa trong họ Tầm ma. Loài này được Benoist miêu tả khoa học đầu tiên năm 1924.